# Traskowszczyzna
Traskowszczyzna (biał. Траскоўшчына, ros. Тресковщина) – wieś na Białorusi, w obwodzie mińskim, w rejonie mińskim, w sielsowiecie Horanie.